# Кровь за кровь (фильм, 2005)
«Кровь за кровь» (англ. Four Brothers) — американская криминальная драма с элементами боевика 2005 года, восьмой полнометражный фильм, снятый Джоном Синглтоном. В главных ролях — Марк Уолберг, Тайриз Гибсон, Андре Бенджамин и Гарретт Хедлунд, исполняющие роли четырёх приёмных братьев, которые решили отомстить за убийство своей приёмной матери. Съёмки фильма проходили в Детройте, штат Мичиган, районе Большого Торонто и Гамильтоне, штат Онтарио. Фильм описывается как фильм, вдохновлённый жанром Blaxploitation. Вышедший в прокат 12 августа 2005 года, фильм получил неоднозначные отзывы критиков и собрал в мировом прокате 92 миллиона долларов.

## Сюжет
Пожилая женщина Эвелин Мерсер убита в круглосуточном магазине в Хайленд-Парке, штат Мичиган, во время ограбления, в результате которого погибли продавец и она сама, единственный свидетель. Этот инцидент заставляет её четырех приёмных сыновей вернуться домой в Детройт, штат Мичиган, чтобы выяснить, что произошло. Самый старший - пожизненный преступник, вспыльчивый Бобби; второй по старшинству - семьянин и профсоюзный строитель Джереми; третий по старшинству - бывший мошенник и морской пехотинец США Энджел; а самый младший - начинающий рок-музыкант Джек.
Первоначально, поскольку преступление выглядело как обычное неудачно совершённое ограбление, братья выслеживают и допрашивают лжесвидетеля в полиции. После чего братья обнаруживают, что ограбление было прикрытием для убийства Эвелин.
Братья выслеживают пару наёмников, которые застрелили Эвелин, и, когда те отказываются предоставить какую-либо информацию, их казнят разъярённые Бобби и Энджел. На следующий день друг братьев, ставший лейтенантом полиции Детройта, Грин и его напарник, детектив Фоулер, выясняют у братьев отношения по поводу убийств. В то время как братья отрицают свою причастность, лейтенант Грин предупреждает их, что их вмешательство в дело Эвелин опрометчиво и что это поставит их в неловкое положение.
Столкнувшись лицом к лицу с Джереми, обнаружившим, что его бизнес терпит крах, и получившим выгоду от страхования жизни Эвелин, он сообщает своим братьям, что его строительная компания потерпела крах именно потому, что он не связывался с главарём банды Виктором Суитом. Чтобы проект был успешным, он должен был подкупить нужных людей, чего ему изначально не удалось сделать.
Пытаясь восстановить свой бизнес и ослабить давление на себя, Джереми откупается от приспешников Свита. Что касается страхования жизни, он объясняет, что деньги поступили непосредственно ему для его дочерей, потому что он оплатил все счета Эвелин, пока остальных не было рядом.
Люди Свита нападают на братьев; Джек получает пулю во время нападения и последующей перестрелки и вскоре умирает. Бобби и Энджел отбиваются от бандитов и убивают их. После того, как Бобби находит одного из них ещё живым и подтверждает, что Свит послал их, он убивает его.
Лейтенант Грин сообщает им, что Эвелин подала в полицию заявление о Викторе Свите и его причастности к делам Джереми, которое Фоулер передал Свиту. Он предупреждает их, чтобы они не вмешивались в это дело и позволили ему разобраться с Фоулером, а затем обещает вместе поработать над Свитом.
Позже, в баре, Грин спорит с Фоулером из-за Эвелин, так как понимает, что он нечестный полицейский. После того, как они выходят из бара, зная, что Грин арестует его, Фаулер убивает его и заставляет диспетчера поверить, что в них стреляли двое чернокожих.
Оставшиеся братья разрабатывают план, как подкупить Виктора Суита за 400 000 долларов из страховки их матери. Прибыв к Фаулеру, Энджел усмиряет его. Джереми отправляется на встречу со Свитом, в то время как подруга Энджела, Софи, направляется в полицейский участок, где рассказывает им, что Энджел планирует убить офицера полиции.
Услышав вдалеке вой сирен, Фоулер думает, что они идут за Энджелом, пока Энджел не расстёгивает куртку и не обнаруживает прослушку. Он утверждает, что весь разговор был записан на плёнку, включая признание Фоулера в том, что он убил Грина.
Полиция прибывает к Фоулеру в полном составе, и в этот момент Фоулер берёт верх над Энджелом. Приставив пистолет к голове Энджела, он приказывает полицейским снаружи отступить, и в завязавшейся перестрелке погибает.
Тем временем на замёрзшем озере Сент-Клэр Джереми встречается со Свитом, который признаётся, что намерен убить его. Затем Джереми рассказывает, что 400 000 долларов нужны для того, чтобы подкупить приспешников Свита, озлобленных на него из-за его вопиющего жестокого обращения с ними, сделать то же самое с ним.
Свит яростно требует сказать, кто будет достаточно храбр, чтобы убить его, как раз в тот момент, когда появляется Бобби. Между ними происходит драка, в ходе которой Бобби использует свои хоккейные навыки, чтобы одержать верх, и Свит теряет сознание. Его бывшие приспешники решают его судьбу, сбрасывая в прорубь, вырубленную во льду.
Трое братьев, взятых под стражу полицией, подвергаются избиениям в попытке заставить их признаться в убийстве Свита, но они ничего не выдают. Вернувшись домой, они принялись за ремонт дома своей матери и продолжили совместную жизнь.

## В ролях
| Актёр              | Роль                |
| ------------------ | ------------------- |
| Марк Уолберг       | Бобби Мерсер        |
| Тайриз Гибсон      | Энджел Мерсер       |
| Андре Бенджамин    | Джеремиа Мерсер     |
| Гаррет Хедлунд     | Джек Мерсер         |
| Терренс Ховард     | лейтенант Грин      |
| Джош Чарльз        | детектив Фоулер     |
| Чиветел Эджиофор   | Виктор Свит         |
| Тараджи П. Хенсон  | Камилла Мерсер      |
| София Вергара      | Софи                |
| Фионнула Флэнаган  | Эвелин Мерсер       |
| Джернард Бёрк      | Эван                |
| Барри Шабака Хенли | Дуглас, член Совета |

## Премьера
- США: 12 августа 2005 г.[6]
- Бразилия: 16 сентября 2005 г.[6]
- Венгрия: 22 сентября 2005 г.[6]
- Россия: 22 сентября 2005 г.[6]
- Латвия: 23 сентября 2005 г.[6]
- Аргентина: 29 сентября 2005 г.[6]

## Награды и номинации
| Год  | Премия                                                       | Категория                                                    | Фильм или сериал | Результат |
| ---- | ------------------------------------------------------------ | ------------------------------------------------------------ | --- | --------- |
| 2005 | Премия Остинского общества кинокритиков                      | Прорыв года                                                  | Терренс Ховард | Победа    |
| 2006 | Награда американского кинофестиваля афроамериканских фильмов | Выдающиеся достижения в режиссуре                            | Джон Синглтон | Номинация |
| 2006 | Награда американского кинофестиваля афроамериканских фильмов | Лучший фильм                                                 | Lorenzo di Bonaventura | Номинация |
| 2006 | Награда за достижения афроамериканских деятелей кино         | Лучший режиссёр                                              | Джон Синглтон | Номинация |
| 2006 | Награда за достижения афроамериканских деятелей кино         | Лучший актёрский состав                                      | Andre Benjamin, Tyrese Gibson, Mark Wahlberg, Sofia Vergara, Garrett Hedlund, Terrence Howard, Chiwetel Ejiofor, Taraji P. Henson | Номинация |
| 2006 | Награда за достижения афроамериканских деятелей кино         | Лучший фильм                                                 | | Номинация |
| 2006 | Награда за достижения афроамериканских деятелей кино         | Лучший саундтрек                                             | | Номинация |
| 2006 | Награда Национальной ассоциации развития расовых меньшинств  | Лучшая режиссура фильма жанра боевик в кино и на телевидении | Джон Синглтон | Победа    |
| 2006 | MTV Movie Awards                                             | Прорыв года                                                  | Андре Бенджамин | Номинация |